# Svolta di Fiuggi

Gianfranco Fini durante la chiusura del XVIII Congresso del Movimento Sociale Italiano a Fiuggi. Al suo fianco, Pino Tatarella e Ignazio La Russa

Svolta di Fiuggi è la locuzione con la quale viene generalmente indicata la scelta operata dal Movimento Sociale Italiano - Destra Nazionale di abbandonare i riferimenti ideologici al fascismo al fine di qualificarsi come forza politica legittimata a governare. Questa trasformazione, operata dal segretario del partito Gianfranco Fini, portò all'inizio del 1995 allo scioglimento del vecchio partito e alla nascita di Alleanza Nazionale.

## Storia
L'operazione fu ispirata dalla tesi di Domenico Fisichella, che, nel 1992, in un articolo apparso su Il Tempo, suggerì al MSI-DN di farsi promotore di una "alleanza nazionale" per uscire dallo stato di ghettizzazione politica in cui versava. Il nome "Alleanza Nazionale" non è casuale: fu scelto per definire il partito o coalizione che avrebbe dovuto contrapporsi all'analoga "Alleanza Democratica", partito o coalizione che si sarebbe formato a sinistra (in previsione di un sistema politico bipolare di cui tanto si parlava allora) e che appariva incontrastabile senza un'intesa fra i gruppi politici di destra.
Il 26 novembre 1993 venne presentato ufficialmente il progetto di AN e nacquero i primi circoli sul territorio, ma solo l'11 dicembre successivo il Comitato Centrale missino approvò definitivamente il nuovo Movimento Sociale Italiano - Alleanza Nazionale, con l'astensione di dieci dirigenti rautiani. Nome e simbolo di AN furono in tal modo utilizzati dal MSI come contrassegno elettorale per la prima volta nelle elezioni politiche del 1994.
Fiuggi fu scelta come la città dove svolgere prima l'ultimo congresso nazionale del MSI-DN e quindi il congresso costituente della nuova AN, nel quale, il 27 gennaio 1995, venne operata la "svolta" che indirizzò il partito verso la destra conservatrice ed europeista. Solo una minoranza con Pino Rauti, da sempre animatore dell'ala sociale, unitamente ad esponenti quali Giorgio Pisanò e Tommaso Staiti di Cuddia, non accettò questo cambiamento, interpretato come un disconoscimento del proprio passato, e non entrarono nel nuovo partito dando vita al Movimento Sociale Fiamma Tricolore.

## Punti cardine della svolta
- Abbandono del corporativismo e dei toni rivoluzionari in opposizione al capitalismo liberista.
- Rifiuto dell'antiamericanismo con conseguente definitiva collocazione atlantica ed europeista.
- Valorizzazione di una destra democratica e moderna, costantemente impegnata nella conservazione dell'italianità, nonché della sua tradizione culturale e religiosa.

Questi sono alcuni passaggi della tesi:
Fini dichiarò anche che era finito il lunghissimo dopoguerra, aggiungendo come occorresse «uscire dal Novecento e liberarsi dalla suggestione della nostalgia e dalle tentazioni dell'ideologia».
Questa svolta, in ogni caso, non fu condivisa da una parte del MSI-DN, guidata dall'ex segretario Pino Rauti, "rivale storico" di Fini all'interno del MSI-DN, da sempre animatore dell'ala "di sinistra", che diede vita ad un nuovo movimento, assolutamente minoritario rispetto ad AN, con il nome di Movimento Sociale Fiamma Tricolore.
Da quel momento, dopo aver già compiuto un'esperienza in tal senso nel 1994, AN sarà fondatrice, unitamente a Forza Italia, al Centro Cristiano Democratico, al Cristiani Democratici Uniti e all'Unione di Centro, della nascita della coalizione del centrodestra italiano, il Polo per le Libertà.
Nel 2008, all'indomani della nascita del Popolo della Libertà, erede di quella coalizione, e in occasione del passaggio di consegne da Fini a Ignazio La Russa a seguito della vittoria nelle elezioni politiche 2008, Fini ha tracciato un bilancio della svolta di Fiuggi:
(Dall'assemblea nazionale di AN del maggio 2008)